# 港人講地
港人講地（英語：Speak Out HK）是香港齊心基金會轄下《圈傳媒》其中一個網上媒體，其政治立場為親前香港特首梁振英的建制派，宗旨為堅守「忠於事實，理性求真」的原則，改善香港社會。香港中文大學傳播與民意調查中心在2019年11月發表「市民對傳媒公信力的評分」顯示有十家網上媒體：巴士的報、眾新聞、香港01、Hong Kong Free Press、香港獨立媒體、端傳媒、熱血時報、852郵報和立場新聞，及港人講地。它們整體公信力平均分為5.23。港人講地得4.29分，排名倒數第一，公信力最低。

## 簡介
「港人講地」網站及群組由前行政會議成員張震遠及梁振英競選辦顧問鄧爾邦成立的「齊心基金有限公司」管理，多刊登梁振英支持者撰寫的議政文章，即時轉載高官發言，並引用網民提供的政治漫畫。目前位於九龍荔枝角長順街7號西頓中心3305-7室。

## 內容
除了一般的新聞報導外，亦設有點播、直播、有聲專欄、港人觀點、部落格等部份。它亦仿如其他報章，提供爆料部份，供讀者報料。

## 批評及爭議

### 改圖及涉嫌抹黑
2013年5月，「港人講地」facebook專頁發帖討論遊行集會自由。帖中引述裁判官杜浩成就黃毓民和陳偉業於2011年七一遊行案件的判辭：「無論任何法律，不論你喜不喜歡，即使有強烈意見，除非被法院頒令有違基本法或人權法，否則都要遵守；否則香港核心價值就無從說起」，下方則是當年學民思潮成員參加六四遊行後欲前往中聯辦，在途中被阻而躺臥馬路的相片，同時指「學民思潮成員遊行示威前拒絕申請，遊行期間衝出馬路，集體瞓馬路，癱瘓行車線達一小時，危害自己及其他道路使用者安全。」此帖一出，不少網民留意到指「港人講地」亦懂改圖為梁振英造勢。
2013年10月，學民思潮黃之鋒及黎汶洛於國慶升旗禮與在場執法人員發生衝突，被保安人員強行拖離「獲邀請人士觀禮區」，學民思潮批評保安未有表明身份並沒有合埋法理依據下抬走他們，整個過程被社運聯合媒體拍下並上載互聯網。及後「港人講地」將片段轉載並剪輯成2分21秒的短片，在影片說明質疑「保安帶走學民成員前 有冇交代原因？」學民思潮及社運聯合媒體先後發聲明批評「港人講地」盜片兼抹黑學民思潮。「港人講地」則發表聲明反駁，否認「盜片」及「抹黑」之說，又指所謂的「指控」全屬無理取鬧、歪曲事實，刻意以似是而非的所謂理據，誣蔑和抹黑該專頁，重申對於兩個組織的行為十分失望並深感遺憾。

### 質疑港大特首民調用意
2014年3月，政協常委李家傑在中共兩會期間與全國人大常委會委員長張德江會面，指香港大學民意研究計劃發放不利北京及港府的民調結果，建議另起爐灶設新民調機構，請香港中文大學和香港科技大學做調查抗衡，引起輿論關注，連日左派報章如《大公報》、《文匯報》等亦加入指斥總監鍾庭耀。
「港人講地」網站則發表短評，表示儘管香港大學民意研究計劃當時最新公布的特首評分僅得47.5平均分，表現被評為不合格，但指出根據香港大學發布的原始樣本數據，大部分人給予梁振英合格分數，只因太多「0分」極端評分，連累梁振英的平均分大幅度拉低。短評質疑，香港大學民意研究計劃將這些原始樣本，「藏於」民意網站的暗處，令人懷疑民調背後的用意，質疑並非一個公正持平的民調機構所應採用的發布方式，「香港確實有必要有更多獨立的機構進行民調，並要高度透明地公布收集到的數據，以助市民大眾通過比較獲得真象。」
香港大學民意研究計劃研究經理李偉健解釋，民望調查詢問受訪者給予官員0分至100分的評分，相信受訪者誠實回答，無論樣本是0分或是100分，都應納入計算，除非是101分，在數值範圍之外才會剔走。李偉健強調，歷來民望調查同樣沿用這方法，公布按評分計算算術平均值（Arithmetic Mean），又指「沒有篩走特別低、特別高的評分。」

### 被指造假
2015年3月17日，行政長官梁振英出席行政會議前於請願區接收請願信，新聞統籌專員馮煒光於政府新聞處人員在場下，以自己的iPhone拍下收信情況。數小時後，疑似以該角度拍攝的卻出現於「港人講地」facebook專頁。該專頁聲稱是收到「讀者」手機拍攝片段，又強調梁振英接信時絕非「急急腳」離開，而是「駐足細心」聆聽。記者事後詢問馮煒光曾否提供片段予政府以外的網站，但未獲正面回應，只稱拍片是「習慣」只為留下紀錄，引起批評。

### 《蘋果日報》道歉事件
《蘋果日報》錯誤引述一間名為Graphika的美國機構報告，指控《港人講地》在疫情下散播不實資訊，除《蘋果日報》外，亦有其他媒體錯誤引述，當中包括《自由亞洲電台》、《香港01》、《852郵報》、《D100》等。 根據Graphika 原文，當中大致內容僅表示，一些在社交媒體上散播垃圾信息的帳戶，會從真實可信媒體，擷取它們認為適合的內容，用於它們的帳戶內容或視頻內，而港人講地只是一個被擷取的例子，並非散播不實資訊的機構。因此，《港人講地》就此透過代表律師去信多個作失實報道的媒體，要求撤回有關失實報道及公開道歉。《蘋果日報》、《852郵報》、《D100》及Youtube Channel《大肥看天下》已公開道歉及將不實內容下架，《852郵報》並已要求Google刪去涉事網頁的頁庫存檔；而《香港01》則只將報導下架，並未作公開道歉。《自由亞洲電台》則在原報道中加入《港人講地》的澄清聲明，同樣未作公開道歉。於是次事件中，香港警務處處長鄧炳強向媒體談及「假新聞」時，不點名批評《蘋果日報》「生安白造」  。

### 卷入涉發報煽動仇視影片官非
有申索人，入稟狀向屈穎妍等人涉發放煽動仇恨精神病人影片。申索書指屈穎妍在網上，發布煽動仇恨精神病人影片，同時「港人講地」予以轉載、Google 沒有把影片下架。而3名答辯方分別為屈穎妍、圈傳媒有限公司（「港人講地」母公司）及Google（Hong Kong） Limited，指他們涉違《殘疾歧視條例》。